# Патрушев, Владимир Семёнович
Владимир Семёнович Патрушев (9 февраля 1930, Советский район, Нижегородский край — 3 июля 2008, Москва) — советский военный деятель, организатор испытаний ракетно-космической техники, в том числе Первого в Мире искусственного спутника Земли
(1957) и Первого пилотируемого космического корабля «Восток» (1961), генерал-майор (1979). Заслуженный деятель науки и техники Казахской ССР (1965). Заслуженный испытатель космической техники (2004). Почётный гражданин  Байконура (2001).

## Биография
Родился 9 февраля 1930 года в деревне Воробьи, Советского района Вятской области.

### Образование
С 1948 года после окончания средней школы с серебряной медалью поступил на факультет электрификации промышленности и транспорта в Московский энергетический институт, в 1953 году с этого института по спецнабору он был переведён на факультета реактивного вооружения Военной артиллерийской инженерной академии имени Ф. Э. Дзержинского, который окончил в 1954 году получив специальность — инженер-механик артиллерийских приборов. 

### Служба на основных полигонах по испытанию ракетно-космической техники
С 1954 по 1955 год служил в 4-м Государственном центральном полигоне Министерства обороны СССР (Капустин Яр) в должности инженера-испытателя 3-й группы 1-го отдела 1-го управления. В. С. Патрушев был участником в подготовке баллистических ракет к лётно-конструкторским испытаниям находясь в прикомандировании к ОКБ-1, занимался изучением изделий ракетной техники и участием этой техники в стендовых испытаниях ракетных двигателей на территории НИИ-229 ГК СМ СССР по оборонной технике.
С 1955 по 1975 год на научно-исследовательской работе в 5-м Научно-исследовательском испытательном полигоне Министерства обороны СССР (Байконур) в должностях: старший инженер-испытатель 3-й группы 11-го отдела, с 1957 по 1960 год — начальник 4-й группы, с 1960 по 1964 год — заместитель начальника 11-го и 1-го отделов, с 1964 по 1966 год — начальник 1-го отдела 1-го испытательного управления. С 1966 по 1967 год — заместитель начальника 1-го испытательного управления по испытаниям. С 1967 по 1975 год — начальник 1-го испытательного управления этого полигона. В. С. Патрушев принимал активное участие в испытаниях жидкостной одноступенчатой баллистической ракеты средней дальности «Р-5», двухступенчатых МБР «Р-7» и  «Р-9», всех космических аппаратов, начиная с Первого
искусственного спутника Земли «Спутник-1» и Первого пилотируемого
космического корабля «Восток»  и до программы совместного экспериментального пилотируемого полёта советского космического корабля «Союз-19» и американского космического корабля «Аполлон» — «Союз — Аполлон».
27 декабря 1957 года Указом Президиума Верховного Совета СССР «За заслуги в деле создания и запуска в Советском Союзе Первого в Мире искусственного спутника Земли» В. С. Патрушев был награждён Орденом «Знак Почёта». 17 июня 1961 года Указом Президиума Верховного Совета СССР «За успешное выполнение специального задания Правительства по созданию образцов ракетной техники, космического корабля-спутника "Восток" и осуществление первого в мире полета этого корабля с человеком на борту» В. С. Патрушев был награждён Орденом Трудового Красного Знамени. 

### Служба в ЦУКОС — ГУКС МО СССР
С 1975 по 1988 года на научно-исследовательской работе в Центральном управлении космических средств Министерства обороны СССР (с 1980 года — Главное управление космических средств Министерства обороны СССР) на должностях: заместитель начальника 1-го управления и с 1980 по 1988 год —начальник 2-го управления (космических средств). 16 февраля 1979 года Постановлением СМ СССР В. С. Патрушеву было присвоено воинское звание  
генерал-майор-инженер, а 26 апреля 1984 года Указом Президиума Верховного Совета СССР он был переименован в генерал-майоры. В. С. Патрушев 
принимал непосредственное участие в разработке, создании и лётно-конструкторских испытаниях ракетно-космических комплексов военного и двойного назначения, в том числе двухступенчатой ракеты-носителя среднего класса «Зенит-2», в разработке и создании космической программы советской многоразовой транспортной космической системы «Энергия — Буран», а так же занимался разработкой многоразовых авиационных космических систем.

### Дальнейшая деятельность
С 1988 по 1995 год после увольнения из рядов ВС СССР, работал  в НПО «Молния», участвовал в создании и эксплуатации ракетно-космической техники, занимался реализацией космических программ и проектов. С 1995 по 2008 год работал в Центре эксплуатации объектов наземной космической инфраструктуры, занимался выполнением научно-исследовательских и опытно-конструкторских работ в области космической техники, а так же вопросами связанными с обеспечением эксплуатации и целевого применения космодромов по подготовке и осуществлению запусков космических аппаратов различного предназначения.
Скончался 3 июля 2008 года в Москве, похоронен на Троекуровском кладбище.

## Награды
- Орден Трудового Красного Знамени (17.6.1961)
- Орден Дружбы народов (08.02.1982)
- Орден «За службу Родине в Вооружённых Силах СССР» III степени (30.04. 1975))
- Орден «Знак Почёта» (27.12.1957)

### Звания
- Заслуженный деятель науки и техники Казахской ССР (1965)
- Почётный гражданин  Байконура (2001)[5]